# Konstandinos Gatsioudis

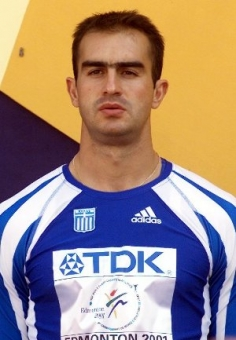
Konstandinos Gatsioudis 2001 in Edmonton

Konstandinos Gatsioudis (auch Konstadinos, Konstantinos oder Kostas; griechisch Κωνσταντίνος Γκατσιούδης, * 17. Dezember 1973 in Didymoticho) ist ein ehemaliger griechischer Leichtathlet, der in den frühen 1990er Jahren als Speerwerfer in Erscheinung trat und noch nach 2000 erfolgreich war. Er gewann bei Weltmeisterschaften drei Mal in Folge eine Medaille. 
Seine persönliche Bestleistung liegt bei 91,69 m, geworfen im Jahr 2000 in Kuortane.
Er startete für folgende Vereine:
- Spartacus of Didymoteichon
- Panellinios Athen (ab 1998)

Er ist 1,88 m groß und wog in seiner aktiven Zeit 94 kg.

## Karriere
Seinen ersten internationalen Auftritt hatte der 18-jährige 1992 bei den Leichtathletik-Juniorenweltmeisterschaften in Seoul, wo er mit einem Wurf von 75,92 m die Bronzemedaille hinter dem Finnen Aki Parviainen (Gold mit 76,34 m) und dem Deutschen Boris Henry (Silber mit 76,04 m) gewann. Im gleichen Jahr war er bei den Balkanspielen in Sofia mit 77,04 m siegreich. 
Die Weltmeisterschaften 1993 in Stuttgart und die Europameisterschaften 1994 in Helsinki kamen für Gatsioudis jedoch noch zu früh. Beide Male verfehlte er mit 76,70 m bzw. 78,56 m die geforderte Qualifikationsweite von 81 Meter deutlich. 
Die Europameisterschaften 1994 sollten seine einzigen Europameisterschaften bleiben. 2002 in München war er nicht am Start, obwohl er mit 91,23 m auf Platz zwei der Jahresweltbestenliste rangierte.
Bei Olympischen Spielen hatte er ausgesprochenes Pech. 1996 in Atlanta warf er in der Qualifikation mit 87,12 m persönliche Bestleistung. Mit dieser Weite hätte er die Bronzemedaille vor dem Finnen Seppo Räty gewonnen. Im Finale kam er aber nicht über 81,46 m hinaus und endete auf Platz 10. 
Vier Jahre später führte er mit 91,69 m die Jahresweltbestenliste an. Bei den Spielen 2000 in Sydney blieb er im Finale jedoch mit 86,53 m gute fünf Meter unter dieser Weite und kam lediglich auf Platz sechs. Die in der Qualifikation geworfenen 88,41 m hätten allerdings auch nicht für eine Medaille gereicht, da der Drittplatzierte, der Russe Sergei Makarow, 88,57 m warf. 
Medaillenerfolge gab es für Gatsioudis indessen bei Weltmeisterschaften, und zwar nicht zuletzt deshalb, weil er sich alle drei Mal im Finale steigern konnte. Er gewann bei den Weltmeisterschaften 1997 Bronze, bei den Weltmeisterschaften 1999 Silber und bei den Weltmeisterschaften 2001 erneut Bronze. 1999 und 2001 unterlag er mit Würfen von 89,18 m bzw. 89,95 m jeweils dem Finnen Aki Parviainen, dafür aber konnte er sich 1999 vor Jan Železný, dem Goldmedaillengewinner von 2001, platzieren, den er im gleichen Jahr beim Finale des Grand Prix in München erneut besiegen konnte (89,84 m gegenüber 87,71 m):
- WM 1997 in Athen: 1. Marius Corbett (RSA) mit 88,40 m, 2. Steve Backley (USA) mit 86,80 m, 3. Kostas Gatsioudis mit 86,64 m (Qualif.: 83,32 m)
- WM 1999 in Sevilla: 1. Aki Parviainen (FIN) mit 89,52 m, 2. Kostas Gatsioudis mit 89,18 m (Qualif.: 89,18 m), 3. Jan Železný (CZE) mit 87,67 m.
- WM 2001 in Edmonton: 1. Jan Železný mit 92,80 m, 2. Aki Parviainen mit 91,31 m, 3. Kostas Gatsioudis mit 89,95 m (Qualif.: 87,81 m).

Auch bei Wettkämpfen um den Europacup konnte Gatsioudis sich mehrfach platzieren und sogar einen Sieg verbuchen:
- 1997 in München: Zweiter mit 86,10 m hinter Steve Backley mit 86,86 m
- 1999 in Paris: Dritter mit 84,87 m hinter dem Deutschen Raymond Hecht mit 86,05 m und dem Russen Sergei Makarow mit 85,44 m
- 2000 in Gateshead: 2. mit 84,56 m hinter Sergei Makarow mit 89,92 m
- 2001 in Bremen: Sieger mit 88,33 m vor Sergei Makarow mit 83,24 m

Gatsioudis gewann fünf Landesmeisterschaften:
| Jahr      | 1992  | 1993  | 1999  | 2000  | 2001  |
| Weite (m) | 80,30 | 76,46 | 84,28 | 87,89 | 88,61 |

In Dimitrios Polymerou hatte er einen starken Konkurrenten im eigenen Land. Seinen im wahrsten Sinne des Wortes größten Sieg über ihn erzielte er 1997 bei den Mittelmeerspielen in Bari, wo er ausgezeichnete 89,22 m warf, während Polymerou nur auf 77,88 m kam. Bereits vier Jahre vor seinem Sieg in Bari hatte Gatsioudis bei den Mittelmeerspielen 1993 die Bronzemedaille gewonnen.
Seine Leistungsentwicklung zeigt, dass er den Zenit seines Könnens gegen Ende seiner Karriere erreichte:
| Jahr      | 1992  | 1994  | 1996  | 1997  | 1998  | 1999  | 2000  | 2001  | 2002  |
| Weite (m) | 80,30 | 83,62 | 87,12 | 89,22 | 88,13 | 89,57 | 91,69 | 91,27 | 91,23 |